# 巴伐利亚州动物标本收集研究所

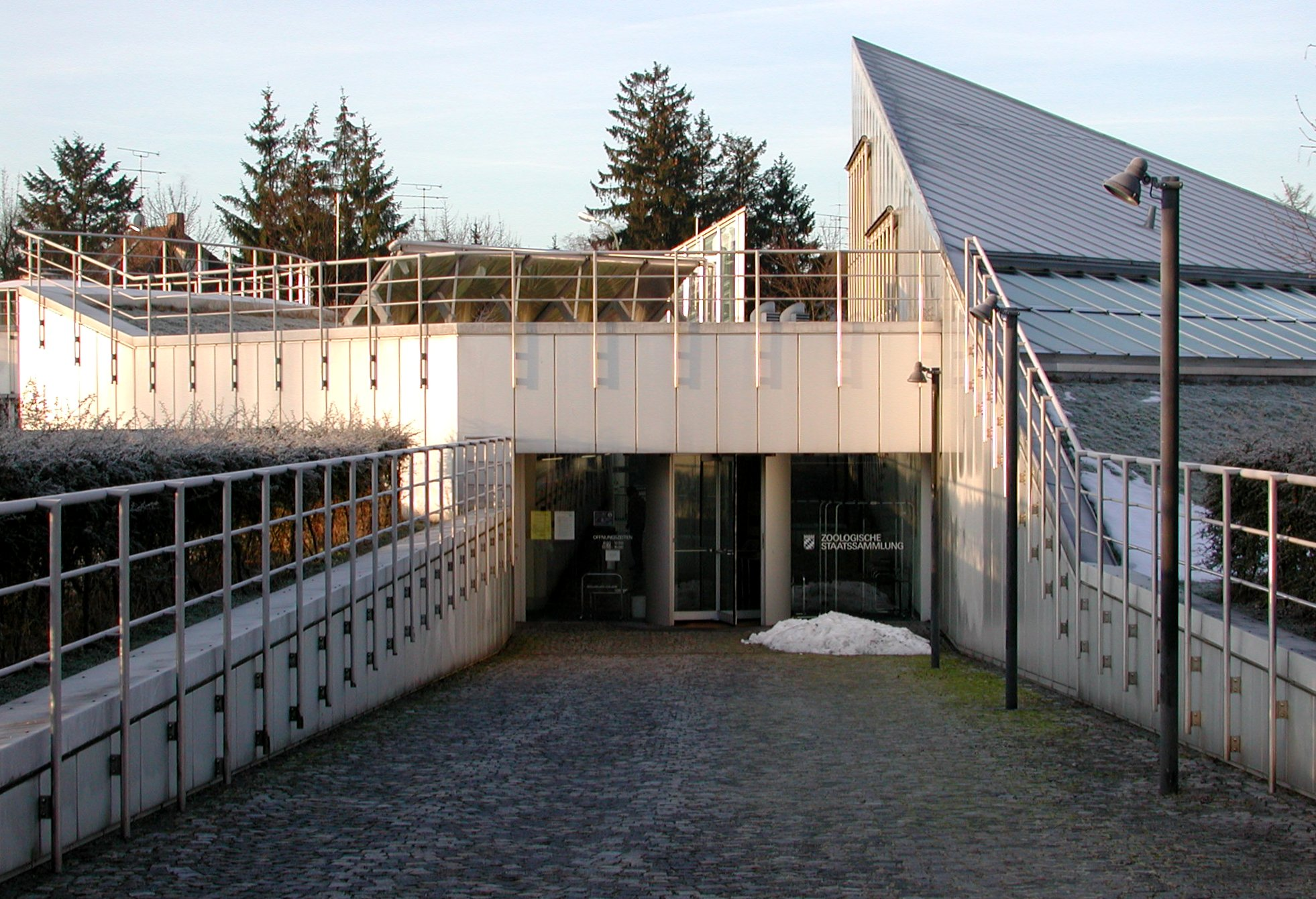
巴伐利亚州动物标本收集研究所

巴伐利亚州动物标本收集研究所（缩写为ZSM）是德国主要的动物分类学研究所。
该研究所收集了超过2000万份来自世界各地的动物标本，是近200年来收集到的，是世界上动物标本收集最多的研究所之一，研究所包括昆虫学部、无脊椎动物部和脊椎动物部。研究范围包括动物分类学、动物发生学和动物自然历史，附属的图书馆有9万册藏书和1500余种期刊，图书出版可以上溯到16世纪。

## 历史
研究所创建于1795年，原隶属于巴伐利亚科学院，1925年独立。原址在第二次世界大战中被摧毁，但藏品因为被转移，没有受到破坏，新址是1955年建立的。